# Barstyčiai
Barstyčiai är en ort i Litauen.   Den ligger i länet Klaipėda län, i den nordvästra delen av landet, 270 km nordväst om huvudstaden Vilnius. Barstyčiai ligger 158 meter över havet och antalet invånare är 659.
Terrängen runt Barstyčiai är huvudsakligen platt. Barstyčiai ligger uppe på en höjd. Runt Barstyčiai är det ganska glesbefolkat, med 34 invånare per kvadratkilometer. Närmaste större samhälle är Mosėdis, 17,7 km väster om Barstyčiai. Omgivningarna runt Barstyčiai är en mosaik av jordbruksmark och naturlig växtlighet.